# Sven Vermant
Sven Vermant (4 d'abril de 1973) és un exfutbolista belga.

## Selecció de Bèlgica
Va formar part de l'equip belga a la Copa del Món de 2002.